# Edmond Perrier
|  | Dieser Artikel wurde aufgrund von formalen oder inhaltlichen Mängeln in der Qualitätssicherung Biologie zur Verbesserung eingetragen. Dies geschieht, um die Qualität der Biologie-Artikel auf ein akzeptables Niveau zu bringen. Bitte hilf mit, diesen Artikel zu verbessern! Artikel, die nicht signifikant verbessert werden, können gegebenenfalls gelöscht werden. Lies dazu auch die näheren Informationen in den Mindestanforderungen an Biologie-Artikel. |

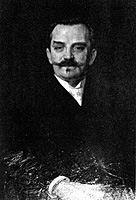
Edmond Perrier

Jean Octave Edmond Perrier (* 9. Mai 1844 in Tulle; † 31. Juli 1921 in Paris) war ein französischer Zoologe und Anatom.

## Leben
Edmond Perrier entstammte einer alten Familie aus Tulle. Sein Vater, Antoine Perrier, war Direktor der l’École supérieure de Tulle, seine Mutter, Jeanne Perrier, eine geborene Roche. Sein Bruder, Remy Perrier (* 14. Juni 1861 Tulle; † 27. Juni 1936 Chaunac), war wie er ein bekannter Zoologe. Edmond wurde zunächst am Collège de Tulle und später dann in Paris Lycée Bonaparte, jetzt Condorcet erzogen. Er erhielt 1864 jeweils einen Abschluss der École polytechnique und der École normale supérieure.
Er entschied sich aber dann auf den Rat von Louis Pasteur (1822–1895) für die Option der École normale supérieure, wo er u. a. an Kursen der Zoologie von Félix Joseph Henri de Lacaze-Duthiers (1821–1901) teilnahm. Im Jahr 1866 erhielt er den Abschluss in Mathematik und Physik und verließ die École mit einer agrégation de sciences physiques et naturelles im folgenden Jahr. Zunächst unterrichtete Edmond Perrier drei Jahre an einer Schule in Agen. Im Jahr 1868 erhielt er eine Stelle als naturwissenschaftlicher Assistent am Muséum national d’histoire naturelle von Lacaze-Duthiers und wurde im Jahre 1869 Doktorand der Naturwissenschaften.
Er ersetzte 1872 seinen ehemaligen Lehrer, Professor Lacaze-Duthiers, an der École normale supérieure.
1876 hatte er den Lehrstuhl für Naturgeschichte für Mollusken, Würmer und Zoophyten (dieser Begriff wird in der modernen Biologie nicht mehr verwendet, heute Schwämme, Korallen und Seeanemonen) inne. Er führte 1879 den Vorsitz der Société zoologique de France. Von 1880 bis 1885 nahm er an verschiedenen Expeditionen zu Studien über die benthische Fauna an Bord der Travailleur und der Talisman teil. Edmond Perrier erwarb dabei einen internationalen Ruf als Spezialist für das marine Leben.
Am 12. Dezember 1892 wurde Edmond Perrier zum gewählten Mitglied der Académie des sciences in den Sektionen Anatomie und Zoologie, bevor er schließlich 1915 ihr Präsident wurde. Im Jahre 1898 wurde er zu einem Ehrenmitglied der Académie nationale de médecine ernannt. 1901 wurde er zum korrespondierenden Mitglied der Göttinger Akademie der Wissenschaften gewählt. Zwischen 1900 und 1919 war er zudem Direktor des Muséum national d’histoire naturelle in Paris. Im Jahr 1903 wechselte er die Sektion und übernahm den Vorsitz der vergleichenden Anatomie, die nach dem Tode Henri Filhols (1843–1902) vakant geworden war. Er war darüber hinaus auch Mitglied und Präsident der Société nationale de protection de la nature – ein Posten, den er bis zu seinem Tod im Jahre 1921 innehatte. Nach ihm benannt ist die Perrier-Bucht der Anvers-Insel in der Antarktis.

## Schriften (Auswahl)
- Les Colonies animales et la Formation des organismes (Paris, édité par G.Masson, 1881).
- Anatomie et physiologie animales (Paris, 1882).
- Les Principaux types des êtres vivants des cinq parties du monde (Paris, 1882).
- La Philosophie zoologique avant Darwin. Paris 1884 (Biographie über Lamarck, online)
- Les Explorations sous-marines (Paris, 1886).
- Notions de zoologie, enseignement secondaire spécial (1887).
- L’intelligence des animaux (Paris, 1887, 2 volumes).
- Le Transformisme (Paris, 1888).
- Éléments d’anatomie et de physiologie animales (Paris, 1888).
- Éléments de sciences physiques et naturelles avec leur application à l’agriculture et à l’hygiène (1891).
- Tachygénèse ou accélération embryogénique (1902, avec Charles Gravier, édité par G.Masson).
- La Femme dans la nature, dans les moeurs dans la légende, dans la société (1910, Paris, Maison d’Edition Bong et Cie)
- La vie dans les planètes (1911, Paris, Éditions de la revue)
- Les robes de noces des animaux (1912, éditions Plon).
- La Terre avant l’Histoire. Les Origines de la Vie et de l’Homme (L’Évolution de l’humanité, Paris, „La Renaissance du livre“, 1920).
- A travers le monde vivant (1921).
- Traité de zoologie, œuvre colossale commencée en 1885 et achevée par son frère Rémy.